# Charles Philip Ingalls
 (mars 2023).
Si vous disposez d'ouvrages ou d'articles de référence ou si vous connaissez des sites web de qualité traitant du thème abordé ici, merci de compléter l'article en donnant les références utiles à sa vérifiabilité et en les liant à la section « Notes et références ».
Pour les articles homonymes, voir Ingalls.
Charles Phillip Ingalls, né à Cuba dans l'état de New York le 10 janvier 1836 et mort à De Smet dans le Dakota du Sud le 8 juin 1902, est le père de la romancière Laura Ingalls Wilder.

## Biographie
Il est le troisième des neuf enfants de Lansford et Laura Ingalls (mais le deuxième, bébé Ingalls, n'a pas vécu), il était protestant et franc-maçon puis il épousa le 1er février 1860 Caroline Lake Quiner, avec laquelle il eut cinq enfants : Mary, Laura, Carrie, Charles Frederick et Grace. 
En 1868, les Ingalls quittèrent Pepin dans le Wisconsin pour s’installer dans le comté de Chariton dans le Missouri. 
Un an plus tard, ils s’installèrent à Independence, dans le Kansas, où Laura apprit à écrire. 
En 1871, ils retournèrent à Pepin, où Laura et sa sœur Mary furent inscrites à la Barry Corner School. 
Au bout de trois ans, ils quittèrent définitivement la ville et partirent pour Walnut Grove, dans le Minnesota. Ils habitèrent d’abord dans une maison creusée dans la berge d’un ruisseau, jusqu’à ce qu’ils eurent fini de construire leur maison.

## Filmographie
L'acteur Michael Landon, qui réalisa, produisit, scénarisa et mit en scène La Petite Maison dans la prairie, joua son rôle dans la série.